# Casa de Armagnac

Blasón de la casa Armagnac.

La casa de Armagnac fue una antigua y poderosa familia de la nobleza francesa, surgida en el siglo IX y descendiente del linaje de los antiguos duques de Gascuña o Ducado de Vasconia. Sus miembros se adjudicaron además otros territorios, como el Charolais, La Marche, Pardiac y el condado de Castres.
El primer conde de Armagnac fue Bernardo I, muerto en el año 995. Hijo de Guillermo Garcés, conde de Fézensac, a la muerte de su padre en 960 recibe el condado de Armagnac creado a partir del antiguo condado de Fézensac heredado de su padre.
En el siglo XV fue uno de los bandos principales que dieron origen a la guerra civil entre armañac y borgoñones por el poder en Francia. Durante la guerra de los Cien Años figuraba en el bando de los duques de Orleans (Luis de Valois) y después de su asesinato en el de Carlos I de Orleans. Este era muy joven para desempeñar un papel importante y en la batalla de Azincourt de 1415 fue hecho prisionero por los ingleses, que lo mantuvieron veinticinco años en cautiverio.
A partir de 1410 la jefatura del partido estuvo prácticamente en las manos de Bernardo VII de Armagnac, después de que su hija Bonne se casara con Carlos de Orleans. Desde entonces los partidarios de los Orleans fueron llamados armañac. Estos tuvieron conflictos con la Casa de Borgoña (Felipe II de Borgoña, el Audaz, y más tarde Juan I de Borgoña, Juan sin Miedo) y sus partidarios cuando estuvo en litigio la regencia del rey Carlos VI de Francia, enfermo mental. La nobleza principalmente era partidaria de Carlos, en tanto que las ciudades y los gremios lo eran de Juan. Hubo algunos periodos en los que estas disputas se convirtieron en guerra civil. A la muerte de Bernardo VII en 1417, Carlos VII, el quinto hijo de Carlos VI, pasó a ser el jefe de la liga.

## Las bandas de mercenarios
Bernardo VII había reclutado mercenarios en el sur de Francia, que se habían portado con una brutalidad desconocida hasta entonces (apodados en Francia los Ecorcheurs, degolladores). Al final de la guerra, estos mercenarios, llamados armañaques en Alemania y Suiza, causaron pavor por donde pasaban. Para contenerlos, los reyes franceses organizaron por primera vez un ejército permanente (9000 jinetes, divididos en 15 compañías de 100 lanzas por seis hombres), para cuyo mantenimiento se había aprobado un impuesto especial. Los restos de las bandas fueron empujados hacia Lorena, Alsacia y Suiza, donde los armañaques al mando del Delfín (el futuro Luis XI) hicieron una incursión, venciendo en la batalla del Birs de 1444, pero la resistencia de los confederados suizos les causó tantas bajas que luego se dispersaron.